# Kožnatec
Kožnatec (Derris) je rod rostlin z čeledi bobovité. Jsou to liány se zpeřenými listy a růžovými, červenými nebo bílými motýlovitými květy, rozšířené v počtu asi 50 druhů v tropech a subtropech Starého světa. Druh Derris elliptica je významný zdroj rotenonu, sloužícího zejména jako insekticid.

## Popis
Kožnatce jsou liány, výjimečně keře nebo stromy. Rostliny jsou ovíjivé a nemají úponky. Listy jsou lichozpeřené nebo řidčeji trojčetné, se vstřícnými celokrajnými lístky a drobnými palisty. Květy jsou pohledné a spíše drobné, nejčastěji purpurově červené, bílé nebo růžové, uspořádané nejčastěji ve svazečcích ve vrcholových či úžlabních hroznech či latách. Listeny jsou drobné a opadavé. Kalich je zvonkovitý nebo miskovitý, na vrcholu se 4 nebo 5 krátkými širokými zuby nebo skoro uťatý, podepřený 2 často opadavými listenci. Koruna je delší než kalich. Pavéza je okrouhlá až obvejčitá, někdy na bázi s oušky. Křídla jsou podlouhlá a tupá, člunek je prohnutý. Tyčinky jsou jednobratré a všechny srostlé v trubičku, horní tyčinka je někdy na bázi volná. Semeník je přisedlý nebo krátce stopkatý, se zahnutou čnělkou a 1 až 11 vajíčky. Plody jsou nepukavé, kulovité až podlouhlé, hnědé, kožovité, na jednom nebo na obou švech úzce křídlaté. Obsahují 1 až 6 ledvinovitých nebo okrouhlých, zploštělých semen.

## Rozšíření
Rod kožnatec zahrnuje asi 50 druhů. Je rozšířen v tropech a subtropech v Africe, Asii, Austrálii a v Tichomoří. Nejčastěji rostou ve vlhkých tropických oblastech na dobře odvodněných půdách, mohou růst na bohatých i neúrodných chudých půdách.

## Taxonomie
Pojetí rodu Derris není ujednocené a v některých zdrojích sem jsou řazeny i druhy z tropické Ameriky. Současná taxonomie se kloní k jejich zařazení do rodu Lonchocarpus. Druh Millettia pinnata, pěstovaný v tropech jako okrasná rostlina a v indické medicíně používaný jako léčivka, byl v minulosti někdy řazen do rodu Derris jako Derris indica, příp. do rodu Pongamia jako Pongamia pinnata.

## Obsahové látky
Kořeny kožnatce Derris elliptica obsahují 0,5 až 6% rotenonu. Některé jiné druhy obsahují rotenonu ještě více, až 13%. Rotenon byl z Derris chinensis poprvé izolován v roce 1902 a ukázal se být identický s látkou izolovanou již dříve z lonchokarpu Lonchocarpus nicou.

## Význam
Nejvýznamnějším druhem rodu je Derris elliptica. Domorodci v jihovýchodní Asii jej používají k tradičnímu lovu ryb, při němž jed v rostlině obsažený (zejména rotenon) ryby omračuje. Je toxický i pro hmyz včetně larev a přidává se k jiným rostlinným insekticidům k zesílení účinku. Rostlina je komerčně pěstována zejména v jihovýchodní Asii. V roce 1940 bylo do USA importováno téměř 3000 tun kořenů Derris. Extrakt z kořenů lián rodu Derris byl dříve používán v Singapuru jako insekticid k likvidaci hmyzích škůdců na mladých rostlinách muškátovníku a v Číně na zelenině. Menší význam mají i některé jiné druhy, které se používají jako zelené hnojení či doplňkové plodiny na plantážích. Syrové nebo vařené listy Derris heptaphylla se ve východní Malajsii konzumují. Druh Derris trifoliata (syn. D. uliginosa) je využíván v tradiční indické medicíně.